# Faux Prophètes
Pour plus de détails, voir Fiche technique et Distribution.
Faux Prophètes (Lesser Prophets) est un film américain réalisé par William DeVizia, sorti en 1997.

## Fiche technique
- Titre : Faux Prophètes
- Titre original : Lesser Prophets
- Réalisation : William DeVizia
- Scénario : Paul Diomede
- Musique : Darren Solomon
- Pays d'origine :  États-Unis
- Sociétés de production : Millennium Films et Nu Image Films
- Genre : Drame, policier
- Durée : 100 minutes
- Date de sortie : 28 novembre 1999

## Distribution
- John Turturro : Leon
- George DiCenzo : Jerry
- Michael Badalucco : Charlie
- John Spencer : Ed
- Jimmy Smits : Mike
- Scott Glenn : Iggy
- Elizabeth Perkins : Susan
- Zachary Badalucco : le fils de Charlies
- Amy Brenneman : Annie
- Mike Starr : Larry